# Felix Pinner
Felix Pinner (geboren 22. Februar 1880 in Birnbaum an der Warthe; gestorben 3. Mai 1942 in New York City) war ein deutscher Schriftsteller und bedeutender Wirtschaftsjournalist während der Weimarer Republik.

## Familie
Felix Pinner wurde als zweites von fünf Kindern des jüdischen Kaufmanns Moses Moritz Pinner und seiner Frau Jachet Hannah Drucker in der Provinz Posen geboren. Sein jüngerer Bruder Georg wurde unter dem Namen Heinz Herald als Regisseur und Theaterleiter bekannt. Der Musiker Harry Waldau war sein Cousin, die Schauspielerin Hedwig Pauly-Winterstein seine Cousine. Pinner heiratete 1912 in Berlin die sechs Jahre jüngere Kaufmannstochter Gertrud Grünspan aus Woldenburg. Ihr Sohn Hans Stephan Pinner wurde 1916 geboren. Außerdem hatten sie einen Ziehsohn namens Günther Drucker.

## Leben
Felix Pinner besuchte das Staatliche Katholische Gymnasium in Glogau und das Sophiengymnasium in Berlin. Er studierte Rechts- und Staatswissenschaften in Berlin und wurde 1904 an der Universität Rostock promoviert. Pinner arbeitete als Wirtschaftsjournalist für das Berliner Tageblatt und war von 1910 bis 1933 der Leiter des Handelsteils. Daneben war er Mitarbeiter der Schaubühne, der Weltbühne, der Neuen Zürcher Zeitung und der Bohemia. Für die Weltbühne hat er ab 1921 unter dem Pseudonym Frank Faßland 30 Porträts von deutschen Wirtschaftsführern geschrieben, die 1924 als Buch erschienen. »Was hier vorliegt, ist eine wissenschaftlich zuverlässige Darstellung aus der ›trockenen‹ Wirtschaftssphäre, gesehen und belebt durch das Temperament des Künstlers«, hieß es in den Werbeinseraten des Verlages. Daneben verfasste er weitere Bücher, u. a. einen Roman namens Tannerhütte, der 1977 von Peter Stripp und Ingo Kratisch verfilmt wurde.
1937 emigrierte er mit seiner Familie über England in die USA, wo er jedoch beruflich nicht Fuß fassen konnte. Am 3. Mai 1942 begingen er und seine Frau in ihrer Wohnung in Queens gemeinsam Selbstmord, indem sie das Gas aufdrehten.

## Schriften (Auswahl)
- Emil Rathenau und das elektrische Zeitalter. Leipzig 1918 (Nachdruck: New York 1977).
- Deutsche Wirtschaftsführer. Berlin 1924.
- Das neue Palästina. Volkswirtschaftliche Studien. Berlin 1926.
- Tannerhütte. Der Roman einer Sozialisierung. Hellerau bei Dresden 1928.
- Die großen Weltkrisen im Lichte des Strukturwandels der kapitalistischen Wirtschaft. Zürich/Leipzig 1937.